# Vossloh DE 18
A Vossloh DE 18 négytengelyes dízel-villamos mozdonysorozat, melyet a Vossloh Locomotives/Vossloh Rolling Stock gyárt 2010 óta, elsősorban nehéz terhelésű tolatási és fővonali feladatok ellátására. Vossloh DE 18 SmartHybrid néven plug-in hibrid változatot is gyártanak.

## Története
A DE 18 a kieli székhelyű mozdonygyár első dízel-elektromos típusa az 1982 és 1993 között gyártott MaK DE 1002 óta. A DE 18-at a 2010-es InnoTrans nemzetközi vasútijármű- és közlekedéstechnikai kiállításon mutatták be.
A Vossloh a dízel-elektromos DE 18 mellett G 18 név alatt egy dízel-hidraulikus verziót is kínált, azonban az nem bizonyult sikeresnek; mindössze három példányt gyártottak belőle.

## Műszaki részletek
A DE 18 a Vossloh a modularitást és a mozdonytípusok minél nagyobb alkatrész-egyezőségét előtérbe helyező ötödik generációs termékcsaládjának tagja, így alkatrészei körülbelül 60 százalékban megegyeznek a dízel-hidraulikus G 12 és G 18 típusokkal. A mozdony megfelel az EN 15227 törésbiztonsági szabványnak. 
A DE 18 ütközők közötti hossza 17 000 mm, legnagyobb magassága 4 310 mm, legnagyobb szélessége 3 080 mm. A típus szolgálati tömege 80–90 tonna, így legnagyobb tengelyterhelése 20–22,5 tonna, tüzelőanyag-tartálya 3100–4100 liter kapacitású. A mozdony meghajtásáról az MTU „12V 4000 R43L” vagy a „12V 4000 R84” típusú dízelmotorja, illetve a VEM „DKLBZ 3510-4” vontatómotorjai gondoskodnak. Mindkettő MTU-motor 1800 min⁻¹ fordulatszámon 1800 kW (2400 hp), míg a VEM-motorok 865 min⁻¹ fordulatszámon 400 kW (540 hp) névleges teljesítményt adnak le. A „12V 4000 R43L” motor gyárilag megfelel a vasúti EU/2004/26 IIIA kibocsátási normának, illetve dízel részecskeszűrő felszerelésével a IIIB normának. A „12V 4000 R84” motor gyárilag megfelel az EU/2016/1628 V normának. A mozdony maximális indító vonóereje 291 kN, az elektrodinamikus fék teljesítménye maximum 1440 kW. A keréktárcsák futókör-átmérője új állapotban 1000 mm (39 in), sugárban 40 mm (1,6 in) kopási tartalékkal rendelkeznek, így a legkisebb megengedett futókör-átmérőjük 920 mm (36 in).

## Fordítás
- Ez a szócikk részben vagy egészben  a   Vossloh DE 18 című német Wikipédia-szócikk ezen változatának fordításán alapul.  Az eredeti cikk szerkesztőit annak laptörténete sorolja fel. Ez a jelzés csupán a megfogalmazás eredetét és a szerzői jogokat jelzi, nem szolgál a cikkben szereplő információk forrásmegjelöléseként.